# Verjus

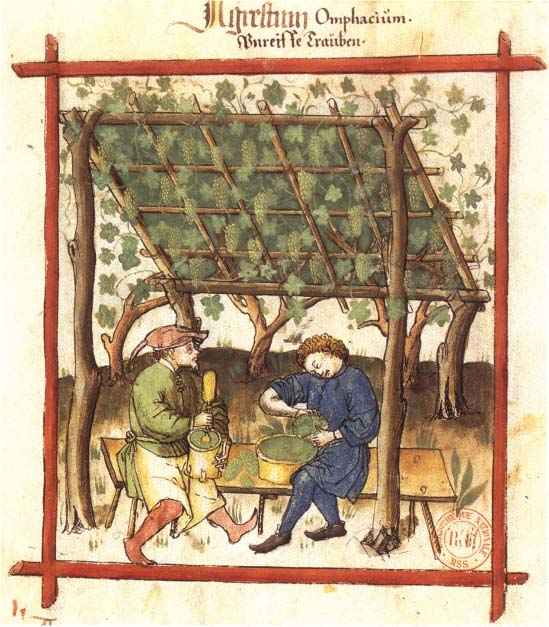
Fabricación del Verjus. Tacuinum Sanitatis (1474). Biblioteca Nacional de Francia

El verjus (del francés verjus ‘zumo verde’), conocido en castellano como agraz, es un zumo ácido extraído de uva blanca o manzana. Puede sustituir al zumo de limón o el vinagre en las vinagretas, las mostazas, en la preparación de los platos de carne o pescado y en la preparación de salsas. En la cocina medieval se empleó en el norte de Francia para la elaboración de salsa y para el desglasado. Localmente en el sur de Francia (Ardèche), es también una sidra hecha con manzanas salvajes.
El agraz (denominado también mosto virgen o flor del mosto) es una bebida no alcohólica tomada en los cafés de Madrid desde finales del siglo XIX hasta mediados del siglo XX. Se trata de una bebida servida muy fría con ligeros cristales de hielo, de colores entre amarillo y verde pálido. Elaborado con zumo de uvas no maduras (agraz) lo que le da un ligero sabor ácido apagado por el contenido de azúcar. Era muy popular en los meses de verano.

## Características
Se trata de una de las bebidas más típicas en la época de los cafés de tertulia. Su nulo contenido alcohólico hace de él un refresco ideal en el siglo XIX antes del advenimiento de las grandes marcas de refrescos. En la elaboración del vino cuando se recolecta la uva pasa por un periodo denominado herbáceo o agraz, la uva en estos casos se caracteriza por su alto contenido en ácidos (ácido tartárico y ácido málico) frente al de azúcares. Esta concentración de ácidos hace que la bebida no fermente (refrán: quien vendimia en agraz mal vino sacará). Esta bebida se servía en los cafés de finales del siglo XIX y comenzos del XX en botellas de cuello alargado muy características que llegaron a agradar a numerosos viajeros escritores de guías de viajes.

## Usos
Aparte de ser empleado como una bebida refrescante, puede ser empleado en la cocina por su acidez y sustituir al vinagre, por ejemplo en el uso de vinagretas. Se emplea a veces en medicina como una bebida astringente. En algunos casos se suele emplear en la elaboración de mostazas y poder reforzar sabores picantes de la misma.